# Xyrichtys trivittatus
 Xyrichtys trivittatus és una espècie de peix de la família dels làbrids i de l'ordre dels perciformes.

## Morfologia
Els mascles poden assolir els cm de longitud total.

## Distribució geogràfica
Es troba a Hong Kong i Taiwan.